# Панюков, Виктор Порфирьевич
Виктор Порфирьевич Панюков (груз. ვიქტორ პორფირეს ძე პანიუკოვი; 24 марта 1918, Баку — 11 ноября 1972, Тбилиси) — советский футболист, полузащитник; тренер. Заслуженный мастер спорта СССР (1948), мастер спорта СССР (1940).

## Биография
Играл за команды «Динамо» Баку (до 1935), «Спартак» (1936), ДКА БВО Смоленск (1937), «Динамо» Смоленск (1938), «Локомотив» Тбилиси (1938—1939), «Динамо» Тбилиси (1940—1952).
В чемпионате СССР сыграл шесть матчей, забил два гола за «Локомотив» в 1938 году и 194 матча, 40 голов (два хет-трика) — за «Динамо» (1940, 1945—1952); в аннулированном чемпионате 1941 года в восьми матчах забил шесть голов, в том числе оформил хет-трик в ворота «Динамо» Минск.
Участник матчей «Динамо» в Иране (со сборными Тегерана и областных городов Ирана, 1944), Румынии (с бухарестскими ЧФР и «Ювентусом», а также сборной Тимишоары, 1945), Польше (с «Унией», «Гурником», ЦВКС и «Гвардией», 1951), с белградским «Партизаном» (1946), со сборной Софии в Москве (1952).
Серебряный призёр чемпионатов 1940, 1951. Бронзовый призёр 1946, 1947, 1950. Финалист Кубка СССР 1946.
Получил среднее образование и профессию токаря. Окончил школу тренеров при Грузинском ГИФКе. Старший тренер команды района 26 бакинских комиссаров (1953—1954), тренер «Динамо» Тбилиси (1955), ФШМ Тбилиси (1956), старший тренер «Нефтяника» Баку (1957), тренер «Буревестника» Тбилиси (1958), школы «Динамо» Тбилиси (1959, 1964—1972), 35-й футбольной школы Министерства просвещения (Тбилиси, 1961), «Колхиды» Поти (1962), Локомотива Тбилиси (1963), старший тренер «Динамо» Батуми (1969).
Награждён медалью «За трудовую доблесть» (24.02.1946).